# Gadiformes
Gadiformes su red zrakoperki, takođe poznate kao Anacanthini, koji obuhvata bakalar i njegove srodnike. Mnoge značajne prehrambene ribe su u ovom redu. Pripadnici ovog reda obitavaju u morskim vodama širom sveta, a velika većina vrsta se nalazi u umerenim ili hladnijim regionima (tropske vrste su tipično dubokovodne). Nekoliko vrsta ulazi u ušća reka, ali je samo jedna, manić (Lota lota), slaktovodna riba.
Zajedničke karakteristike obuhvataju poziciju karličnih peraja (ako su prisutna), ispod ili ispred bočnih peraja. Gadiformes su fisoklistni, tako da njihovi riblji mehuri nemaju pneumatični kanal. Peraja su bezkosna. Gadiformne ribe su u opsegu veličina od kodleta, koji mogu da budu mali sa samo 7 cm (2,8 in) dužine kod odrasle ribe, do bakalara, Gadus morhua, koji dostiže do 2 m (6,6 ft).